# Empis cingulata
Empis cingulata är en tvåvingeart som beskrevs av Gimmerthal 1834. Empis cingulata ingår i släktet Empis och familjen dansflugor. Inga underarter finns listade i Catalogue of Life.